# Berberis parisepala
Berberis parisepala är en berberisväxtart som beskrevs av Ahrendt. Berberis parisepala ingår i släktet berberisar, och familjen berberisväxter. Inga underarter finns listade i Catalogue of Life.